# Don McLean
Don McLean (født 2. oktober 1945 i New Rochelle, New York) er en amerikansk sanger og sangskriver.
Han er bedst kendt for hit'ene American Pie og Vincent, men nummeret Castle in the air med Jim Croce har også høstet meget kritikerros.

## Sange

### American Pie
Indspillet 26. maj 1971.
Sangen handler om "The day the music died" (Dagen hvor musikken døde) nærmere betegnet 3. februar 1959, hvor Buddy Holly, Ritchie Valens, og The Big Bopper J.P. Richardson døde i et flystyrt.

### Vincent
Indspillet 1971
Sangen er en hyldest til Vincent van Gogh og handler om at være misforstået og overset af sin samtid.